# Курбанэфенди
Курбанэфенди (азерб. Qurbanəfəndi, лезг. Къурбанэфенди) — лезгинское село в Исмаиллинском районе Азербайджана.

## География
Расположено к северу от районного центра Исмаиллы.

## История
Село Курбанэфенди основано выходцами из дагестанского села Куруш. Название получено по имени одного из первых жителей, духовного лица Курбанаэфенди. В документальных источниках XIX и начала XX веков село под таким именем не упоминается.

## Население
Согласно официальной переписи 2009 года, население села составляло 1100 человек.